# Hoobastank
Hoobastank ist eine Rockband aus den Vereinigten Staaten, die 1994 gegründet wurde. Sie wurde durch Songs wie Crawling in the Dark (2002), Running Away (2002) und vor allem The Reason (2004) bekannt.

## Geschichte
Hoobastank entstanden 1994 in Agoura Hills, Los Angeles County. Der Name hat keine besondere Bedeutung. Hoobastank meint, der Name sei nur eines dieser High-School-Insider-Wörter, die keine Bedeutung haben.
Ursprünglich bestand die Band aus sechs Mitgliedern, Douglas Robb (Gesang), Daniel Estrin (Gitarre), Markku Lappalainen (Bass), Chris Hesse (Schlagzeug) und zwei Saxophonisten: Jeremy Wasser und Derek Kwan. Der Musikstil war überwiegend Ska.
Im Laufe der Jahre machten sich Hoobastank im südlichen Teil Kaliforniens einen guten Ruf. So veröffentlichten sie 1998 ohne Plattenfirma, damals noch unter dem Namen Hoobustank, das Album They Sure Don't Make Basketball Shorts Like They Used To…. Dies erregte bei Island Records Aufmerksamkeit, sodass Hoobastank 2000 bei ihnen einen Plattenvertrag unterschrieb.
Die Musikrichtung von Hoobastank änderte sich. Sie beschlossen, Alternative Rock zu machen. Deshalb trennte sich Hoobastank von den Saxophonisten Jeremy Wasser und Derek Kwan. Auch änderten sie ihren Namen von Hoobustank in Hoobastank.
2001 veröffentlichten Hoobastank ihr erstes offizielles Album Hoobastank, das in den USA Platin bekam. Mit den Single-Auskopplungen Crawling in the Dark (US #68) und Running Away (US #44) waren sie recht erfolgreich. Gegen Ende des Jahres 2003 wurde ihr zweites Album  The Reason veröffentlicht. Die gleichnamige Single-Auskopplung wurde der bisher größte Erfolg der Band, die Single erreichte sogar Platz 2 der US-Charts und kam auch in Deutschland in die Top 20 (Höchstposition #15). Weitere Singles wie Same Direction und Disappear folgten, konnten jedoch nicht denselben Erfolg wie The Reason erzielen. Das Album The Reason kam bis auf Platz 3 in den Vereinigten Staaten und auf Platz 51 in Deutschland.
Im Jahr 2005 verließ Markku Lappalainen die Band. Er wurde ersetzt durch Josh Moreau, der jetzt den Bass spielt.
Die Besetzung Matt McKenzies, Mitglied der Punk-Rock-Band Tsunami Bomb, als Bassisten verwirrte die meisten, da er nur während der Velvet-Revolver-Tour 2005 als Übergangslösung eingesetzt wurde. Auf einer Internetseite betonte er, dass er nur während der eigenen Bandpause und VR-Tour spielen wird und das wiederum auch nur weil er bei Hoobastank gute Freunde hätte.
Hoobastanks drittes offizielles Album Every Man for Himself (#32 Deutschland) erschien in Deutschland am 5. Mai 2006. Die erste Single-Auskopplung daraus ist If I Were You, die zweite Inside of You und die dritte Born to Lead.
Anfang Oktober 2008 gab die Band bekannt, dass das neue Album nun fertig aufgenommen sei. Die erste Single aus dem Album heißt My Turn und hat am 14. Oktober Radiopremiere gefeiert. Am selben Tag gab die Band bekannt, dass das neue Album For(n)ever heißen und am 27. Januar 2009 veröffentlicht werde.
Am 29. März 2018 gab Hoobastank das Album Push Pull bekannt, das weltweit am 25. Mai veröffentlicht wurde, zusammen mit der ersten Single More Beautiful.

## Diskografie

### Studioalben
| Jahr | Titel                 | Höchstplatzierung, Gesamtwochen, AuszeichnungChartplatzierungen (Jahr, Titel, Platzierungen, Wochen, Auszeichnungen, Anmerkungen) | Höchstplatzierung, Gesamtwochen, AuszeichnungChartplatzierungen (Jahr, Titel, Platzierungen, Wochen, Auszeichnungen, Anmerkungen) | Höchstplatzierung, Gesamtwochen, AuszeichnungChartplatzierungen (Jahr, Titel, Platzierungen, Wochen, Auszeichnungen, Anmerkungen) | Höchstplatzierung, Gesamtwochen, AuszeichnungChartplatzierungen (Jahr, Titel, Platzierungen, Wochen, Auszeichnungen, Anmerkungen) | Höchstplatzierung, Gesamtwochen, AuszeichnungChartplatzierungen (Jahr, Titel, Platzierungen, Wochen, Auszeichnungen, Anmerkungen) | Anmerkungen                              |
| Jahr | Titel                 | DE | AT | CH | UK | US | Anmerkungen                              |
| ---- | --------------------- | --- | --- | --- | --- | --- | ---------------------------------------- |
| 2001 | Hoobastank            | — | — | — | — | US25 Platin · (50 Wo.)US | Erstveröffentlichung: 20. November 2001  |
| 2003 | The Reason            | DE51 (20 Wo.)DE | AT19 (15 Wo.)AT | CH13 (20 Wo.)CH | UK41 Gold · (5 Wo.)UK | US3 ×2Doppelplatin · (67 Wo.)US                                                                                                   | Erstveröffentlichung: 8. Dezember 2003   |
| 2006 | Every Man for Himself | DE32 (3 Wo.)DE | AT68 (1 Wo.)AT | CH45 (4 Wo.)CH | — | US12 Gold · (10 Wo.)US | Erstveröffentlichung: 16. Mai 2006       |
| 2009 | For(N)ever            | — | — | — | — | US26 (3 Wo.)US | Erstveröffentlichung: 27. Januar 2009    |
| 2012 | Fight or Flight       | — | — | — | — | US66 (1 Wo.)US | Erstveröffentlichung: 11. September 2012 |
| 2018 | Push Pull             | — | — | — | — | — | Erstveröffentlichung: 25. Mai 2018       |

### Kompilationen
- 1998: They Sure Don’t Make Basketball Shorts Like They Used To
- 2009: The Greatest Hits: Don’t Touch My Moustache
- 2010: Is This the Day?
- 2010: Icon

### EPs
- 1997: Muffins
- 2002: The Target
- 2004: Let It Out
- 2006: La Cigale

### Singles
| Jahr | Titel Album                         | Höchstplatzierung, Gesamtwochen, AuszeichnungChartplatzierungen (Jahr, Titel, Album, Platzierungen, Wochen, Auszeichnungen, Anmerkungen) | Höchstplatzierung, Gesamtwochen, AuszeichnungChartplatzierungen (Jahr, Titel, Album, Platzierungen, Wochen, Auszeichnungen, Anmerkungen) | Höchstplatzierung, Gesamtwochen, AuszeichnungChartplatzierungen (Jahr, Titel, Album, Platzierungen, Wochen, Auszeichnungen, Anmerkungen) | Höchstplatzierung, Gesamtwochen, AuszeichnungChartplatzierungen (Jahr, Titel, Album, Platzierungen, Wochen, Auszeichnungen, Anmerkungen) | Höchstplatzierung, Gesamtwochen, AuszeichnungChartplatzierungen (Jahr, Titel, Album, Platzierungen, Wochen, Auszeichnungen, Anmerkungen) | Anmerkungen                           |
| Jahr | Titel Album                         | DE | AT | CH | UK | US | Anmerkungen                           |
| ---- | ----------------------------------- | --- | --- | --- | --- | --- | ------------------------------------- |
| 2002 | Crawling in the Dark Hoobastank     | — | — | — | UK47 (2 Wo.)UK | US68 (19 Wo.)US | Erstveröffentlichung: 2. April 2002   |
| 2002 | Running Away Hoobastank             | — | — | — | — | US44 (20 Wo.)US | Erstveröffentlichung: 16. Juli 2002   |
| 2004 | The Reason                          | DE15 Gold · (19 Wo.)DE | AT5 (20 Wo.)AT | CH6 (29 Wo.)CH | UK12 Platin · (7 Wo.)UK | US2 ×4Vierfachplatin + Gold (Mastertone) · (38 Wo.)US                                                                                    | Erstveröffentlichung: 27. April 2004  |
| 2004 | Same Direction The Reason           | DE49 (4 Wo.)DE | — | — | — | — | Erstveröffentlichung: 5. Oktober 2004 |
| 2005 | Disappear The Reason                | DE99 (1 Wo.)DE | AT75 (1 Wo.)AT | — | — | — | Erstveröffentlichung: 31. Januar 2005 |
| 2006 | If I Were You Every Man for Himself | DE58 (9 Wo.)DE | AT60 (3 Wo.)AT | CH100 (1 Wo.)CH | — | — | Erstveröffentlichung: 1. Mai 2006     |

Weitere Singles
- 2002: Remember Me
- 2003: Out of Control
- 2006: Inside of You
- 2006: Born to Lead
- 2008: My Turn
- 2009: So Close, So Far
- 2009: The Letter (feat. Vanessa Amorosi)
- 2010: Never Be Here Again
- 2010: Is This the Day?
- 2012: This Is Gonna Hurt
- 2013: Can You Save Me?
- 2013: Incomplete
- 2018: More Beautiful
- 2018: Push Pull

### Beiträge für Soundtracks
Bei den folgenden Filmen oder Spielen steuerten Hoobastank einen Song (in Klammern) zum Soundtrack bei:
- 2002: The Scorpion King (Losing My Grip)
- 2002: Aggressive Inline (Crawling in the Dark)
- 2003: Daredevil (Right Before Your Eyes)
- 2004: MX Unleashed (Out of Control)
- 2004: Spider-Man 2 (Did You)
- 2004: Catwoman (Same Direction)
- 2005: Halo 2 (Connected)
- 2005: Sing Star – The Dome (The Reason)
- 2006: Guitar Hero 2 (Without a Fight)
- 2007: Call of Duty 4: Modern Warfare (Born to Lead)
- 2007: Elite Beat Agents (Without a Fight)
- 2009: Transformers – Die Rache (I Don't Think I Love You)
- 2009: Pro Evolution Soccer 2010 (Sick of Hanging On)
- 2014: Doktorspiele (The Reason)
- 2017: Sonic Forces (Fist Bump)

## Auszeichnungen für Musikverkäufe
| Goldene Schallplatte - Australien - 2004: für das Album The Reason - 2004: für die Single The Reason - Dänemark - 2022: für die Single The Reason - Frankreich - 2004: für das Album The Reason - Japan - 2004: für das Album The Reason - Neuseeland - 2019: für das Album The Reason - Singapur - 2020: für das Album The Reason | Platin-Schallplatte - Brasilien - 2024: für die Single The Reason - Italien - 2024: für die Single The Reason - Kanada - 2004: für das Album The Reason - Spanien - 2024: für die Single The Reason 2× Platin-Schallplatte - Brasilien - 2024: für das Album The Reason - Neuseeland - 2023: für die Single The Reason |

Anmerkung: Auszeichnungen in Ländern aus den Charttabellen bzw. Chartboxen sind in ebendiesen zu finden.
| Land/RegionAuszeichnungen für Musikverkäufe (Land/Region, Auszeichnungen, Verkäufe, Quellen) | Gold       | Platin       | Verkäufe  | Quellen             |
| -------------------------------------------------------------------------------------------- | ---------- | ------------ | --------- | ------------------- |
| Australien (ARIA)                                                                            | 2× Gold2   | —            | 70.000    | aria.com.au         |
| Brasilien (PMB)                                                                              | —          | 3× Platin3   | 310.000   | pro-musicabr.org.br |
| Dänemark (IFPI)                                                                              | Gold1      | —            | 45.000    | ifpi.dk             |
| Deutschland (BVMI)                                                                           | Gold1      | —            | 150.000   | musikindustrie.de   |
| Frankreich (SNEP)                                                                            | Gold1      | —            | 100.000   | snepmusique.com     |
| Italien (FIMI)                                                                               | —          | Platin1      | 100.000   | fimi.it             |
| Japan (RIAJ)                                                                                 | Gold1      | —            | 100.000   | riaj.or.jp          |
| Kanada (MC)                                                                                  | —          | Platin1      | 100.000   | musiccanada.com     |
| Neuseeland (RMNZ)                                                                            | Gold1      | 2× Platin2   | 67.500    | radioscope.co.nz    |
| Singapur (RIAS)                                                                              | Gold1      | —            | 5.000     | rias.org.sg         |
| Spanien (Promusicae)                                                                         | —          | Platin1      | 60.000    | elportaldemusica.es |
| Vereinigte Staaten (RIAA)                                                                    | 2× Gold2   | 7× Platin7   | 8.000.000 | riaa.com            |
| Vereinigtes Königreich (BPI)                                                                 | Gold1      | Platin1      | 700.000   | bpi.co.uk           |
| Insgesamt                                                                                    | 11× Gold11 | 16× Platin16 |           |                     |